# 中山沙羅
中山沙羅（日语：／ Nakayama Sara，1974年1月29日—），日本女性配音員、旁白。出身於埼玉縣。青二Production所屬。本名、舊藝名。身高162cm。B型血。

## 簡歷
中學時期，中山沙羅對動畫片《天空之城》印象深刻，並想著「我也想要參與其中！」。一次偶然的機會，她在看雜誌的問答欄裡看到了「要怎麼做才能成為配音員」的問題，因為上面有青二Production的電話號碼，所以她馬上就打了電話。
青二塾東京校第13期畢業。
當時，她得到了第一份工作，她很高興，並告訴了母親，但後來發現這只是一個深夜電視節目的色情劇本。她工作很努力，但當她回到家時，她說「對不起，媽媽，不要看著我」。她還說，經紀公司前輩曾對她說「在這裡，妳的第一份工作很少涉及色情內容」。

## 人物
音域：D～F。
她曾出演過多部動畫、外國電影、遊戲、電視節目，也擔任許多電台和電視廣告的旁白。
興趣：溫泉、開車、手工藝品編織。特長：書法。資格：境港妖怪檢定初級。

## 演出
粗體字表示主要角色。

### 電視動畫
年份不詳
- 麵包超人（—2012年，平吉〈代替〉、杏妹妹、紅豆湯妹妹〈第2代〉）

1993年
- 足球風雲（1993年—1994年，女學生、女學生、女孩子A）
- 劍勇傳說YAIBA（女孩子）
- GS美神（女學生）
- 小小男子漢（同事A）

1994年
- 奇天烈大百科（女孩子、顧客）
- 灌籃高手（女學生、流川楓親衛隊）
- 七龍珠Z（女性）
- 美少女戰士（1994年—1995年，女服務生、女性、小孩、魔女團員、曲馬團子 等）
- 橘子醬男孩（女孩子、女學生）

1995年
- 空想科學世界（哭泣女性、抵抗女性）
- 羅密歐的藍天（喬凡娜·蒙特巴尼、阿道夫·蒙特巴尼）

1996年
- 逮捕令（津島志乃）
- 爆走兄弟Let's & Go!!（小孩B）

1997年
- 蠟筆小新（1997年—2003年，很像娜娜子的女生、女大學生）
- 幸運騎士L（日语：フォーチュン・クエストL）

1998年
- DT戰士（日语：DTエイトロン）（法娜、艾莉卡）

1999年
- 麻辣教師GTO（鱶田久美子）
- 淘氣二人組（日语：スージーちゃんとマービー）（絲吉）

2000年
- 銀河冒險戰記（2000年—2001年，駕駛台船員E、收銀員女孩A、廣播、機關組長、保安人員E）1系列 + 特別篇1作品
- 機巧奇傳希約戰記（女兒）

2001年
- 學校怪談（今井美緒）
- 沙漠的海賊！隊長庫珀（日语：砂漠の海賊!キャプテンクッパ）（納摩）
- 動感小子（日语：パラッパラッパー）（安）

2002年
- .hack//SIGN（卡歐-chin）

2003年
- 天使怪盜（原田梨紅）
- .hack//黃昏的腕輪傳說（女劍士）
- 青青校樹（千歲綠[9]）

2004年
- 我們這一家（2004年—2005年，女學生、電視聲音2）
- 美鳥的日記（深雪、女孩子1）
- 真實夢境（日语：ゆめりあ）（千條九葉[10]）
- ONE PIECE（2004年—2015年，小孩A、波琪[11]、村莊女孩）

2005年
- 櫻桃小丸子 (第2期)（望月百合）

2006年
- 涼宮春日的憂鬱（財前舞）
- 黑騎士 ～奧拉克爾的勇者們～（米娜）

2007年
- 鬼太郎 (第5作)（2007年—2009年，呼子、碎布妖怪、美女魔女軍團、雪女、兒童傀儡、 等）
- 飛天小女警Z（玩球的小孩）

2008年
- 洋葱和尚朝太郎（日语：ねぎぼうずのあさたろう）（蕪菁鈴）
- Mission-E（戶隱美雪）

2009年
- 元素高手（朱諾[12]）
- 狼與辛香料II（夏莉娜）

2015年
- ONE PIECE ～迷霧島大冒險～（波琪）

### 電影動畫
- 劇場版 灌籃高手（日语：スラムダンク (1994年の映画)）（1994年，女學生）
- 卡塔君物語（日语：カッタ君物語）（1995年）
- 灌籃高手：咆哮籃球員靈魂！花道和流川的灼熱夏季（日语：スラムダンク 吠えろバスケットマン魂!! 花道と流川の熱き夏）（1995年，水澤一郎的母親）
- 喀喀喀的鬼太郎：大海獸（1996年，川村惠[13]）
- ONE PIECE 被詛咒的聖劍（2004年，少年薩卡）
- 劇場版 光之美少女 Max Heart（2005年，佩爾）
- 劇場版 鬼太郎：日本爆裂!!（2008年，呼子）
- ONE PIECE THE MOVIE 喬巴身世之謎：冬季綻放、奇跡的櫻花（2008年）

### OVA
- 鬼切丸（日语：鬼切丸 (漫画)）（1994年，女學生）
- 3×3 EYES ～聖魔傳說～（1995年）
- 斬鬼者覺悟（日语：覚悟のススメ）（1996年，青木）
- （1997年）
- 校園外星人（2001年，珠木美佑）
- 青青校樹（2002年，千歲綠）
- 青青校樹 Erolutions（2004年，千歲綠）
- 少女的秘密心事（2008年，立花美咲）

### 遊戲
1993年
- 閃耀的御宅星座 IN ANOTHER WORLD（日语：おたくの星座）（倫）

1994年
- CAL III（奇帕）
- 超真實麻雀PV（日语：スーパーリアル麻雀）（遠野美月）
- 夢幻模擬戰II（艾絲特）

1995年
- 龍騎士&塗鴉（日语：ドラゴンナイト）（安妮）
- 摔角天使 雙重衝擊（日语：レッスルエンジェルス）（維納斯麗子、雷電龍子、秋山可憐）
- ABEL 真·默示錄對戰（魯比娜·埃利斯）

1996年
- 現代吸血鬼（柯莉）
- 斬鬼者覺悟（日语：覚悟のススメ）（青木）
- 電車GO！（小鐵）
- 銀河少女警察2086（弗羅貝爾）

1997年
- Other Life Azure Dreams（日语：アザーライフ アザードリームス）（薇薇安·梅爾嘉）
- 轟炸超人Fight!!（日语：サターンボンバーマンファイト!!）（電台寶）
- 心動美麗同盟（日语：ドキドキプリティリーグ#ドキドキプリティリーグ）（高取茜）
- 鋼鐵天使3（久遠寺雷、莎拉·瓊斯）

1998年
- 古羅馬：黑暗力量（日语：アンシャントロマン 〜Power of Dark Side〜）（米希莉雅·阿爾邁爾）
- 英雄志願 ～Gal Act Heroism～（日语：英雄志願）（靜香）
- 大小姐特急（日语：お嬢様特急）（岩泉風音）
- 白髮魔女 -另一種英雄傳說-（伊莎貝爾、瑪姬薩）[注 1]
- 卒業Album（菊池希美）
- 卒業III ～Wedding Bell～（菊池希美）
- Back Gainer（苗場菜菜美）
- 惑星攻機隊 Little Cats（日语：惑星攻機隊りとるキャッツ）（裘蒂·M·塔格）

1999年
- 塗鴉小子（神劍）
- 爆炸彈人2（日语：爆ボンバーマン2）
- 人偶情緣（火狩真穗）
- 可愛的小秘書梨奈（日语：ルーム・ウィズ・リナ）（神崎梨奈[14]）

2000年
- SIMPLE1500系列 Vol.36 THE 戀愛遊戲 ～夏色Celebration～（日语：夏色Celebration）（櫻咲真步、櫻野惠瑠）

2001年
- 青青校樹（千歲綠、小綠）
- （鏡子）
- 吉翁最前線 機動戰士鋼彈0079（日语：ジオニックフロント 機動戦士ガンダム0079）（白色競爭者號操作員）
- 闇影之心（川島好子）

2002年
- Tomak ～Save the Earth～ Love Story（日语：Tomak〜Save the Earth〜Love Story）（金智賢）

2002年
- THE 戀愛遊戲 ～夏色Celebration～（櫻咲真步）
- Pac-Man World 2（日语：パックマンワールド2）（Pinky）
- 初吻☆物語II ～有你在的話～（日语：ファーストKiss☆物語）（卡琳）

2003年
- （千歲綠、小綠）
- （千歲綠、小綠）
- 真實夢境（日语：ゆめりあ）（千條九葉）

2004年
- 青青校樹2 戀愛的Special Summer（日语：グリーングリーン2 恋のスペシャルサマー）（千歲綠）
- 闇影之心II（三猿眾·櫻花）

2005年
- 青青校樹3 Hello Good-Bye（日语：グリーングリーン3 ハローグッバイ）（千歲綠）
- 遺跡傳奇（皮波）
- ONE PIECE 偉大航路之爭！RUSH（日语：ONE PIECE グラバト! RUSH）（波琪、薇薇〈代替渡邊美佐〉）

2006年
- 活力鐘聲（日语：鐘ノ音ダイナティック）（千歲綠、小綠）

2009年
- 每天都相陪（日语：まいにちいっしょ）（於2009年度新春Carta大會上負責朗讀百人一首）

2010年
- .hack//Link（卡歐-chin）

2011年
- 涼宮春日的追憶（財前舞）
- 世界傳奇 光明神話3（日语：テイルズ オブ ザ ワールド レディアント マイソロジー3）（皮波、英雄聲音）

### 廣播劇CD
- 卒業III Wedding Bell Radio Drama Collection（1998年，菊池希美）
- CD廣播劇精選集 三國志（日语：CDドラマコレクションズ 三國志）
- 天使怪盜（原田梨紅）
- 遺跡傳奇 voice of character quest1、2（皮波）
- Dragon Half（日语：ドラゴンハーフ）
- 富士見二丁目交響樂團（羅西、女售票員）

### 外語配音

#### 電影
- 兇殺後（英语：Before and After (film)）（瑪莎·塔弗納）
- 麥迪遜之橋 ※影碟版。
- 小鬼當家（特蕾西·麥卡利斯特〈森塔·摩西（英语：Senta Moses）〉）※朝日電視台版[注 2]。
- 小鬼當家2（特蕾西·麥卡利斯特〈森塔·摩西〉）※朝日電視台版。
- 體熱邊緣（英语：Malice (film)）（寶拉·貝爾〈葛妮絲·派特洛〉）※東京電視台版。
- 捍衛戰警2：喋血巡洋（德魯〈克莉絲汀·弗金斯（英语：Christine Firkins）〉）※影碟版。

#### 電視影集
- 醫門英傑（英语：Chicago Hope）（梅麗莎·康奈爾）
- 海洋女孩（英语：Ocean Girl）（凡妮莎）

#### 動畫
- 芭比與胡桃鉗的夢幻之旅（薄荷糖妹妹）

### 特攝影集
- 特搜戰隊刑事連者（奧卡納星人艾美的聲音）

### 旁白
- NHK教育 NHK高校講座家庭綜合（日语：NHK高校講座）
- NHK教育 NHK高校講座英語 I（日语：NHK高校講座）
- 兵蜂系列廣告

### 電影
- （2015年）—沃利的聲音[15]
- （2015年）—沃利的聲音[16]

### 其它
- 鋼彈 THE RIDE -A BAOA QU-（日语：GUNDAM THE RIDE）（綾·斯旺波特）[注 3]
- 機動戰士鋼彈0079 Card Builder（日语：機動戦士ガンダム0079カードビルダー）（綾·斯旺波特）
- 美少女教你日本史 古代～近世（學研教育出版）

## 音樂作品

### 角色歌曲
| 發行日期 | 商品名稱                              | 歌 | 樂曲   | 備註                                   |
| 1998年   | 1998年                                | 1998年 | 1998年 | 1998年                                 |
| -------- | ------------------------------------- | --- | ------ | -------------------------------------- |
| 3月21日  | Happy Bell ～敲響幸福的鐘聲吧！～     | 尾崎恭子（古山步）、菊池希美（中山真奈美）、齋藤由加里（小松里賀）、松山美（高橋千晶）、渡邊和惠（根橋美繪子）                                                                 | 「」   | 遊戲《卒業III Wedding Bell》片頭主題曲 |
| 3月21日  | Happy Bell ～敲響幸福的鐘聲吧！～     | 尾崎恭子（古山步）、菊池希美（中山真奈美）、齋藤由加里（小松里賀）、松山美（高橋千晶）、渡邊和惠（根橋美繪子）                                                                 | 「」   | 遊戲《卒業III Wedding Bell》片尾主題曲 |
| 4月21日  | 卒業III Wedding Bell Vocal Collection | 菊池希美（中山真奈美） | 「」   | 遊戲《卒業III Wedding Bell》相關歌曲   |
| 2010年   |                                       | |        |                                        |
| 2月19日  |                                       | 鬼太郎（高山南）、眼珠老爹（田野中勇）、貓女（今野宏美）、鼠男（高木涉）、一反木綿（八奈見乘兒）、川獺（丸山優子）、長頸妖（豐嶋真千子）、阿瑪比耶（池澤春菜）、呼子（中山沙羅） | 「」   | 電視動畫《鬼太郎》相關歌曲             |

## 腳註

## 外部連結
- 中山沙羅｜青二Production （日語）
- 中山沙羅的X（前Twitter） （日語）
- （日語）—中山沙羅的官方個人部落格。
- Blessing （日語）—中山沙羅的官方留言板。
- （日語）—中山沙羅後援會網站。